# Bulgarian International 1987
Die Bulgarian International 1987 im Badminton fand vom 10. bis zum 13. Dezember 1987 in Pasardschik statt.

## Medaillengewinner
| Disziplin    | Gold                                | Silber                         | Bronze                                  |
| ------------ | ----------------------------------- | ------------------------------ | --------------------------------------- |
| Herreneinzel | Jacek Hankiewicz                    | Peter Busch Jensen             | Marek Bujak                             |
| Herreneinzel | Jacek Hankiewicz                    | Peter Busch Jensen             | Holger Wippich                          |
| Dameneinzel  | Monika Cassens                      | Diana Koleva                   | Márta Dovalovszki                       |
| Dameneinzel  | Monika Cassens                      | Diana Koleva                   | Petra Michalowsky                       |
| Herrendoppel | Peter Busch Jensen Karsten Wolfgang | Karsten Schiøtz Steen Pedersen | Jacek Hankiewicz Marek Bujak            |
| Herrendoppel | Peter Busch Jensen Karsten Wolfgang | Karsten Schiøtz Steen Pedersen | Stanimir Boitchinov Slantchezar Tzankov |
| Damendoppel  | Monika Cassens Petra Michalowsky    | Diana Koleva Diana Filipova    | Jette Funch Mette Karlsen               |
| Damendoppel  | Monika Cassens Petra Michalowsky    | Diana Koleva Diana Filipova    | Zofia Drogomirecka Marzena Masiuk       |
| Mixed        | Kai Abraham Petra Michalowsky       | Marek Bujak Marzena Masiuk     | Vladimir Balun Diana Koleva             |
| Mixed        | Kai Abraham Petra Michalowsky       | Marek Bujak Marzena Masiuk     | Jacek Hankiewicz Zofia Drogomirecka     |

## Finalergebnisse
| Disziplin    | Sieger                              | Finalist                       | Ergebnis    |
| ------------ | ----------------------------------- | ------------------------------ | ----------- |
| Herreneinzel | Jacek Hankiewicz                    | Peter Busch Jensen             | 15–9, 15–7  |
| Dameneinzel  | Monika Cassens                      | Diana Koleva                   | 12–11, 11–7 |
| Herrendoppel | Peter Busch Jensen Karsten Wolfgang | Karsten Schiøtz Steen Pedersen | 15–10, 15–9 |
| Damendoppel  | Monika Cassens Petra Michalowsky    | Diana Koleva Diana Filipova    | 15–6, 15–4  |
| Mixed        | Kai Abraham Petra Michalowsky       | Marek Bujak Marzena Masiuk     | 15–9, 15–4  |